# Critérium du Dauphiné 2016
Das 68. Critérium du Dauphiné 2016 ist ein französisches Straßenradrennen. Dieses Etappenrennen fand vom 5. bis zum 12. Juni 2016 statt. Es gehörte zur UCI WorldTour 2016 und war das sechzehnte von insgesamt 27 Rennen dieser Serie.

## Teilnehmende Mannschaften
Automatisch startberechtigt waren die 18 UCI WorldTeams. Zusätzlich wurden vier UCI Professional Continental Teams eingeladen.
| WorldTeams (18)- AG2R La Mondiale - Astana - BMC Racing Team - Cannondale - Dimension Data - Etixx-Quick Step - FDJ - Giant-Alpecin - IAM Cycling - Katusha - Lampre-Merida - Lotto-Soudal - Lotto NL-Jumbo - Movistar Team - Orica-GreenEDGE - Sky - Tinkoff - Trek-Segafredo Professional Continental Teams (4)- Bora-Argon 18 - Cofidis, Solutions Crédits - Direct Énergie - Wanty-Groupe Gobert |
| |

## Etappen
| Etappe    | Datum    | Etappenorte                                | type                 | Länge (km) | Etappensieger        | Gesamtführender  |
| --------- | -------- | ------------------------------------------ | -------------------- | ---------- | -------------------- | ---------------- |
| Prolog    | 5. Jun.  | Les Gets – Les Gets                        | Prolog               | 3,9        | Alberto Contador     | Alberto Contador |
| 1. Etappe | 6. Jun.  | Cluses – Saint-Vulbas                      | Hügelige Etappe      | 186        | Nacer Bouhanni       | Alberto Contador |
| 2. Etappe | 7. Jun.  | Crêches-sur-Saône – Chalmazel-Jeansagnière | Mittelschwere Etappe | 167,5      | Jesús Herrada        | Alberto Contador |
| 3. Etappe | 8. Jun.  | Boën-sur-Lignon – Tournon-sur-Rhône        | Hügelige Etappe      | 182        | Fabio Aru            | Alberto Contador |
| 4. Etappe | 9. Jun.  | Tain-l’Hermitage – Belley                  | Mittelschwere Etappe | 176        | Edvald Boasson Hagen | Alberto Contador |
| 5. Etappe | 10. Jun. | La Ravoire – Vaujany                       | Hochgebirgsetappe    | 140        | Chris Froome         | Chris Froome     |
| 6. Etappe | 11. Jun. | La Rochette – Méribel                      | Hochgebirgsetappe    | 141        | Thibaut Pinot        | Chris Froome     |
| 7. Etappe | 12. Jun. | Le Pont-de-Claix – SuperDévoluy            | Hochgebirgsetappe    | 151        | Steve Cummings       | Chris Froome     |

## Gesamtwertung
| \| Gesamtwertung \| Gesamtwertung \| Gesamtwertung \| Gesamtwertung \| Gesamtwertung \| \| Fahrer \| Fahrer \| Land \| Team \| Zeit \| \| ------------- \| ------------------ \| ---------------------- \| ---------------- \| ---------------- \| \| 1. \| Chris Froome \| Vereinigtes Königreich \| Team Sky \| 29 h 59 min 31 s \| \| 2. \| Romain Bardet \| Frankreich \| AG2R La Mondiale \| + 12 s \| \| 3. \| Daniel Martin \| Irland \| Etixx-Quick Step \| + 19 s \| \| 4. \| Richie Porte \| Australien \| BMC Racing Team \| + 21 s \| \| 5. \| Alberto Contador \| Spanien \| Tinkoff \| + 35 s \| \| 6. \| Julian Alaphilippe \| Frankreich \| Etixx-Quick Step \| + 51 s \| |                    |                        |                  |                  |
| |                    |                        |                  |                  |
| Quelle: ProCyclingStats |                    |                        |                  |                  |
| Gesamtwertung |                    |                        |                  |                  |
| Fahrer | Fahrer             | Land                   | Team             | Zeit             |
| 1. | Chris Froome       | Vereinigtes Königreich | Team Sky         | 29 h 59 min 31 s |
| 2. | Romain Bardet      | Frankreich             | AG2R La Mondiale | + 12 s           |
| 3. | Daniel Martin      | Irland                 | Etixx-Quick Step | + 19 s           |
| 4. | Richie Porte       | Australien             | BMC Racing Team  | + 21 s           |
| 5. | Alberto Contador   | Spanien                | Tinkoff          | + 35 s           |
| 6. | Julian Alaphilippe | Frankreich             | Etixx-Quick Step | + 51 s           |

## Wertungstrikots
| Etappe         | Etappensieger        | Gesamtwertung    | Punktewertung        | Bergwertung          | Nachwuchswertung   | Teamwertung |
| -------------- | -------------------- | ---------------- | -------------------- | -------------------- | ------------------ | ----------- |
| P              | Alberto Contador     | Alberto Contador | Alberto Contador     | Alberto Contador     | Julian Alaphilippe | Team Sky    |
| 1              | Nacer Bouhanni       | Alberto Contador | Nacer Bouhanni       | Alberto Contador     | Julian Alaphilippe | Team Sky    |
| 2              | Jesús Herrada        | Alberto Contador | Nacer Bouhanni       | Alberto Contador     | Julian Alaphilippe | Team Sky    |
| 3              | Fabio Aru            | Alberto Contador | Nacer Bouhanni       | Alberto Contador     | Julian Alaphilippe | Team Sky    |
| 4              | Edvald Boasson Hagen | Alberto Contador | Edvald Boasson Hagen | Alberto Contador     | Julian Alaphilippe | Team Sky    |
| 5              | Chris Froome         | Chris Froome     | Edvald Boasson Hagen | Daniel Teklehaimanot | Julian Alaphilippe | Team Sky    |
| 6              | Thibaut Pinot        | Chris Froome     | Edvald Boasson Hagen | Thibaut Pinot        | Julian Alaphilippe | Team Sky    |
| 7              | Steve Cummings       | Chris Froome     | Edvald Boasson Hagen | Daniel Teklehaimanot | Julian Alaphilippe | Team Sky    |
| Wertungssieger | Wertungssieger       | Chris Froome     | Edvald Boasson Hagen | Daniel Teklehaimanot | Julian Alaphilippe | Team Sky    |